# Johan 2. Zápolya
Johan 2. Sigismund Zápolya (ungarsk: Zápolya János Zsigmond eller Szapolyai János Zsigmond; født 7. juli 1540 i Buda, død 14. marts 1571 i Gyulafehérvár) var konge af Ungarn fra 1540 til 1551 og fra 1556 til 1570 (under formynderskab af sin mor dronnning Isabella Jagiełło 1540-1559). Fra 1570 til 1571 var han den første fyrste af Transsylvanien.
Han var søn af Johan Zápolya.
| Johan 2. ZápolyaSlægten ZápolyaFødt: 7. juli 1540 Død: 14. marts 1571 | |                               |
| Titler som regent                                                     | |                               |
| Foregående: Johan Zápolya                                             | Konge af Ungarn 1540–1551 1556–1570 med Ferdinand 1. (1540–1551 og 1556–1564) med Maximilian 2. (1564–1570) | Efterfølgende: Maximilian     |
| Foregående: ingen (Ny titel)                                          | Fyrste af Transsylvanien 1570-1571                                                                          | Efterfølgende: Stefan Báthory |